# Tái Sơn
Tái Sơn là một xã thuộc huyện Tứ Kỳ, tỉnh Hải Dương, Việt Nam.
Xã Tái Sơn có diện tích 3,55 km², dân số năm 1999 là 3298 người, mật độ dân số đạt 929 người/km².
Xã Tái Sơn là tên gọi sau Cách mạng tháng Tám khi đã sáp nhập 2 xã trong lịch sử là: xã Ngọc Tái (có 3 thôn vốn chỉ được thành lập vào đầu thời Nguyễn: thôn Thượng (Tó), thôn Trung (Bến) và thôn Ngọc Chấn-tên chỉ được sử dụng từ đời vua Nguyễn Thành Thái, trước có tên là Ngọc Đường) và xã Thiết Tái (Táy).
Khoa bảng
Trần Hoành (xã Ngọc Tái), Trung thôn, đỗ tiến sĩ năm 1487.
Nguyễn Sầm (xã Ngọc Tái) đỗ tiến sĩ năm 1544
Hoàng Khắc Nhậm (xã Ngọc Tái),Thượng thôn đỗ Hương cống năm 1813.